# Asparagus saundersiae
Asparagus saundersiae — вид рослин із родини холодкових (Asparagaceae).

## Біоморфологічна характеристика
Прямовисний чи виткий кущ до 150 см заввишки. Стебло пряме, коричнювате, блискуче, гладке з перистими гілками. Колючки короткі, прямі чи злегка вигнуті, присутні на стеблах і основних гілках, 5–7 мм завдовжки. Кладодії по 3–5 на пучок, нерівні, 10–16 мм завдовжки, ниткоподібні, тонкі. Квітки в простих китицях чи в пучках по 2; суцвіття завдовжки 25–40(65) мм; квітконіжки 5–6(8) мм завдовжки. Листочки оцвітини ± еліптичні, 2.5–3 × 0.6 мм, від білого до кремового забарвлення. Ягода 6–10 мм у діаметрі, червона.

## Середовище проживання
Ареал: ПАР, Малаві, Свазіленд.
Населяє відкриті ліси та узлісся; на висотах 1200–1400 метрів.